# 重瓣广东蔷薇
重瓣广东蔷薇（学名：Rosa kwangtungensis var. plena）为蔷薇科蔷薇属下的一个变种。

## 扩展阅读
- 維基物種上的相關：重瓣广东蔷薇